# Bosco (drag queen)
Blair Constantino (11 de junio de 1993), conocida por el nombre artístico Bosco, es una artista drag estadounidense que compitió en la decimocuarta temporada de RuPaul's Drag Race en 2022.

## Primeros años
Bosco fue criada por músicos en Great Falls, Montana. Ella recibió formación formal en danza a una edad temprana.
Bosco apareció en el Tribune después de recibir el premio Senior Boy Titlist de Dance Educators of America, clasificado en la competencia nacional en Las Vegas, Nevada en 2010. Su solo de tap con "Fly Me to the Moon" de Frank Sinatra recibió el premio más alto otorgado por los jueces. 

## Carrera
El nombre "Bosco" lo toma de su perro fallecido como homenaje a él, afirmando en broma que "ya no lo usa, está muerto, así que ahora es mío". Bosco actuó como drag por primera vez en 2018. Es copresentadora de un espectáculo drag semanal en Queer Bar en Seattle, Washington.
En 2022, Bosco compitió en la decimocuarta temporada de RuPaul's Drag Race Realizó un show de burlesque para el concurso de talentos del primer episodio. En los episodios quinto, noveno y decimotercero de la temporada, ganó los desafíos principales y ganó tres premios en efectivo de 5.000 dólares estadounidenses. Para el Snatch Game, Bosco interpretó a Gwyneth Paltrow, pero quedó entre los siete últimos y, por lo tanto, participó en una batalla de lip sync que tuvo lugar en el siguiente episodio. Perdió dos lip syncs, uno contra Willow Pill con "Never Too Much" de Luther Vandross y otra contra Lady Camden con "Don't Let Go (Love)" de En Vogue. En la batalla de lip sync final, Bosco se enfrentó contra Jasmine Kennedie con "Swept Away" de Diana Ross y ganó.
En el episodio 12, Bosco quedó entre los dos últimos junto a Jorgeous y tuvo que sincronizar los labios con "Heartbreak Hotel (Hex Hector Remix)" de Whitney Houston. Perdió la batalla de lip sync, pero se salvó después de recibir la barra de oro (un giro introducido en el tercer episodio donde a cada reina se le asignó una barra de chocolate y quien tuviera una barra que contenía un boleto dorado envuelto en su interior se salvaría de la eliminación). Esto permitió a Bosco mantenerse en la competición. En el episodio siguiente, Bosco ganó el desafío principal, que consistía en hacerle un roast a Ross Mathews. Finalmente se posicionó en tercer puesto en la final.

## Vida personal
Bosco ha vivido en Seattle desde 2015. Bosco usa los pronombres «ella» y «elle» fuera de drag, mientras que sólo usa «ella» cuando actúa como drag. En 2023 se sometió a una cirugía de feminización facial y debutó desfilando en la New York Fashion Week.  La concursante de la decimoquinta temporada, Irene Dubois, ha sido descrita como la hermana drag de Bosco.

## Premios y nominaciones
| Premio                         | Año  | Trabajo nominado   | Categoría                                                                            | Resultado   | Ref.          |
| ------------------------------ | ---- | ------------------ | ------------------------------------------------------------------------------------ | ----------- | ------------- |
| MTV Movie & TV Awards          | 2022 | RuPaul's Drag Race | Mejor pelea (compartido con Lady Camden)                                             | Ganadora    | [ 14 ]        |
| Critics' Choice Real TV Awards | 2022 | RuPaul's Drag Race | Mejor reparto en un programa sin guion                                               | Ganadora    | [ 15 ]        |
| People's Choice Awards         | 2022 | RuPaul's Drag Race | Competidora de Concurso de 2022                                                      | Nominada    | [ 16 ] [ 17 ] |
| Queerty Awards                 | 2023 | RuPaul's Drag Race | Closet Door Bustdown (Compartido con Jasmine Kennedie, Kornbread Jeté y Willow Pill) | Subcampeona | [ 18 ]        |